# Język kikamba
Język kikamba albo kamba – język z rodziny bantu, używany w Kenii, w 1980 roku liczba mówiących wynosiła ok. 1,7 mln.